# 창강서원
창강서원(滄江書院)은 대한민국 충청남도 부여군 부여읍 저석리에 있는 조선시대의 서원이다. 1984년 5월 17일 충청남도의 문화재자료 제107호로 지정되었다.

## 개요
추포 황신(1560∼1617)을 기리기 위해 세운 서원이다.
황신은 조선 중기 문신으로 성혼과 이이의 가르침을 받았다. 알성문과에 장원급제하여 여러 벼슬자리를 거쳤는데, 임진왜란 때에는 절충장군 자리에 오르기도 하였으며 죽은 뒤에 우의정의 직함을 받기도 했다.
인조 7년(1629)에 세운 이 서원은 숙종 8년(1682) 임금으로부터 ‘창강’이라는 현판을 받아 사액서원이 되었다. 그 후 흥선대원군의 서원철폐령으로 폐쇄되었다가 1966년에 지금 있는 자리로 이전·복원하였다.
현존하는 건물로는 제사 지내는 사당과 배움의 공간인 강당, 학생들의 기숙사인 동재와 서재가 있다. 사당은 앞면 3칸·옆면 2칸의 규모이며, 지붕은 옆면에서 볼 때 사람 인(人)자 모양인 맞배지붕이다. 지붕 처마를 받치기 위해 장식하여 만든 공포는 기둥 위와 기둥 사이에도 있는 다포 양식으로 꾸몄다.
해마다 음력 3월과 9월 보름날에 제사를 지내고 있다.

## 참고 문헌
- 창강서원 - 국가유산청 국가유산포털